# Дур-Куригальзу

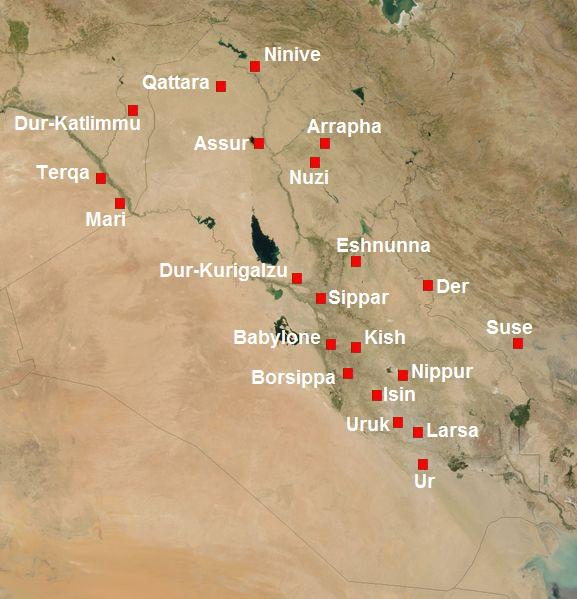
Месопотамия во II тысячелетии до н. э.

Дур-Куригальзу (аккад. Крепость Куригальзу) — древний город на юге Месопотамии, основанный касситским царём Куригальзу I недалеко от места слияния Тигра и Диялы. После падения касситской династии Вавилонии город был заброшен.
Сейчас здесь, в 30 километрах к западу от Багдада, расположено арабское поселение Акар-Куф (араб. عقرقوف‎). Территория древнего города была обследована иракскими археологами, они обнаружили более 100 клинописных табличек касситского периода, которые сейчас хранятся в Национальном музее Ирака.

## История
В конце XV — начале XIV веков до н. э. царь Куригальзу перенёс свою резиденцию из Вавилона в новую, хорошо обороняемую крепость, которая была названа в его честь. Вавилон при этом получил освобождение от общегосударственных налогов и стал привилегированным самоуправляющимся городом. После смерти царя Дур-Куригальзу продолжал некоторое время оставаться важнейшим городом Междуречья, пока приблизительно в XII веке до н. э. он не был заброшен.
Площадь города, окружённого широкой стеной, составляла около 225 гектаров. Расположенный внутри зиккурат был воздвигнут в честь Энлиля — главного божества вавилонского пантеона. Рядом располагались храмовые сооружения. Дворец имел такие отличительные особенности, как модульность здания в составе крупного помещения и прилегающих к нему трёх малых комнат. В восточной оконечности дворца была обнаружена казна, а также тронный зал/церемониальная комната.

## Раскопки
В период с 1942 по 1945 годы Иракский Департамент Античности организовал на месте городища раскопки совместно с Британской археологической школой. Исследовательская деятельность иракцев и британцев затронула зиккурат, три храма и часть дворцового комплекса. Многие из известных ныне крупных культурных ценностей касситского периода были обнаружены именно на территории дворца Дур-Куригальзу.